# 超革命的中学生集団
『超革命的中学生集団』（ちょうかくめいてきちゅうがくせいしゅうだん）は、平井和正による日本のハチャハチャSF小説。略称は「超革中」。学習雑誌『中一時代』（旺文社）1970年4月号から同年10月号に『革命的中学生集団』のタイトルで連載された。
1971年9月にはサンヤングシリーズ（朝日ソノラマ）から単行本化された。1974年6月にはハヤカワ文庫SF（早川書房）、1976年9月には角川文庫（角川書店）から再刊されている。『中一時代』掲載時の挿絵は北村脩、朝日ソノラマ版とハヤカワ版の表紙、挿画は永井豪、角川版の表紙、挿画は生頼範義が描いている。
2003年11月には『超人騎士団リーパーズ』と改題し、大幅改稿を行った版が青い鳥文庫fシリーズ（講談社）から刊行されている。表紙は加藤伸吉が描いている。

## あらすじ
中学1年の「オレ」、横田順弥（ヨコジュン）は、同級生の巨漢鏡明に決闘を申し込まれ、介添人の友達4人と稲荷神社にいた。決闘が始まろうとしたそのとき、1台の空飛ぶ円盤が現れる。宇宙人Xと名乗った円盤の乗員は6人の持つ超能力を引き出し、その超能力をどう使うかで、地球の存亡をかけたテストをおこなうと告げた。
解放された6人は決闘を止めて、超革命的中学生集団・「超革中」として、活躍することを誓い合った。ただし、ヨコジュンにだけは明確な超人としての自覚が生まれず、5人からは外れて、今までは好きで描いていた漫画制作に打ち込むようになり、超売れっ子漫画家になる。
多忙を極める売れっ子漫画家ヨコジュンの元へ、元・同級生を名乗る美少女が現れる。美少女はヨコジュンを「超革中」に呼び戻しにきたのだった。心当たりも無いヨコジュンだったが、「超革中」の元へと戻ることにする。
超革中は綿引の発明、田代の指導力、佐藤の資金運営の力もあって、世界を裏から操る存在になっていた。しかし、それを良しとしない企業グループからの攻撃を受け、それを回避するために、ヨコジュンは女の子になってしまう。それが美少女=林の獲得した超能力であった。なお、この性転換は可逆的ではないので、林もヨコジュンも男には戻れない。
やがて、リーダー格だった田代は独裁的で権力主義な傾向を強め、他のメンバーとの間に反発を引き起こす。そしてついには綿引の発明した重力コントロール装置を用いて人類絶滅の危機に瀕した。
ヨコジュンは、綿引が密かに開発していたタイムマシンを使って、あの決闘の日に戻ることを決意した。

## 主な登場人物
横田 順弥（よこた じゅんや）
主人公にして、物語の語り手。一人称は「オレ」。通称「ヨコジュン」。身長は低い。モデルは横田順彌。
鏡 明（かがみ あきら）
「巨人アトラス」の異名をとる巨漢。モデルは鏡明。
超人的な体力を獲得し、「アトラスX」のリングネームでプロレスで大活躍。
林 石隆（りん せきりゅう）
モデルは林芳隆。作中でも注釈されている通り、中国人名の日本語読みに思えるが、日本人。
他の平井作品にも同名の中国人、林石隆などとして登場する。
綿引 宏（わたびき ひろし）
通称「ワタビキ殿下」。科学者としての才能が開花する。……が、どちらかと言えばマッドサイエンティスト。
全自動麻雀卓にしか見えないタイムマシンをつくっておいたのもワタビキである。
田代 進一郎（たしろ しんいちろう）
通称「ハナの田代」。その名の通り、鼻に特徴がある。
指導者としての才能が開花しており、冷酷無比な権力主義者となる。
佐藤 正明（さとう まさあき）
通称「マチャアキ」。金もうけの才能が開花する。モデルの佐藤正明はSF翻訳家。
藤 ケイコ（ふじ ケイコ）
「超革中」の秘書を束ねる美女。拳銃と拷問の名手でもある。

## 作風・制作背景
初期の「サンヤングシリーズ」は光瀬龍や福島正実のジュブナイルSF、辻真先のミステリー、小林信彦の『オヨヨ島の冒険』、井上ひさしの『ブンとフン』、テレビドラマや漫画のノベライズをラインナップとする中高生向けの娯楽小説のハードカバー叢書であった。その中に含まれる本書は異彩を放っており、楽屋落ちや内輪受けを多用した内容は、平井和正の作品として見ても異彩を放っており、特殊な位置づけにされる。
楽屋落ちとしては、当時のSFファングループである一の日会に参加していたSFファンを実名で、外見や特徴をそのままに描写している。
「ハチャハチャ」の語については、平井が「情勢が入り乱れてどうにもならない、収拾のしようがない意味あい」と記しており、「人類世界そのものが複雑怪奇なハチャハチャの見本」であるとしている。本作の発表時期も、政治、経済ともに騒がしいことになっており、こういった現実世界の情勢に対し、大上段に批判して切り込むのではなく、当意即妙なユーモアで読者に笑いと涙によりリラックスを与えつつ、「おかしな世の中の批判」に繋げている。のち、本作の主人公のモデルであった横田順彌がSF作家となり、「ハチャハチャSF」と呼ばれる作品を多数、発表した。

## 批評
「サンヤングシリーズ」はライトノベルの源流とも言えるシリーズであるが、後にオタクと呼ばれるようなファングループの影響下にあり、会話とキャラクターの比重が高く、装丁や挿画が漫画的であること、最後はタイムマシンで過去に戻るというループものの構造を採用していることといった点を挙げ、大森望は本作を「ライトノベル第一号」と呼んでいる。SF作家の山本弘も自身のブログにおいて、この大森の指摘に賛意を表している。

## 既刊一覧
朝日ソノラマ版
- 平井和正（著） / 永井豪（表紙・挿画） 『超革命的中学生集団』 朝日ソノラマ〈サンヤングシリーズ〉、1971年9月6日初版発行

早川書房版
- 平井和正（著） / 永井豪（表紙・挿画） 『超革命的中学生集団』 早川書房〈ハヤカワ文庫SF〉、1974年6月30日発行、ISBN 4-15-010144-2

角川書店版
- 平井和正（著） / 生頼範義（表紙・挿画） 『超革命的中学生集団』 角川書店〈角川文庫〉、1976年9月20日初版発行、ISBN 4-04-138310-2

講談社版
- 平井和正（著） / 加藤伸吉（表紙） 『超人騎士団リーパーズ』 講談社〈青い鳥文庫fシリーズ〉、2003年11月16日発売、ISBN 4-04-138310-2